# Nesticodes rufipes
Genre
Espèce
Synonymes
- Theridion rufipes Lucas, 1846
- Theridion luteolum Blackwall, 1859
- Theridion borbonicum Vinson, 1863
- Theridion luteipes O. Pickard-Cambridge, 1869
- Theridion albonotatum Taczanowski, 1872
- Theridion bajulans L. Koch, 1875
- Theridion flavo-aurantiacum Simon, 1880
- Theridion longipes Hasselt, 1882
- Anelosimus nelsoni Bryant, 1945
- Robertus pilosus Denis, 1956

Nesticodes rufipes, unique représentant du genre Nesticodes, est une espèce d'araignées aranéomorphes de la famille des Theridiidae.

## Distribution
Cette espèce est pantropicale. Elle a été introduite en Europe.

## Description

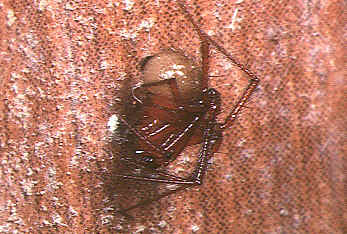
Nesticodes rufipes ♂

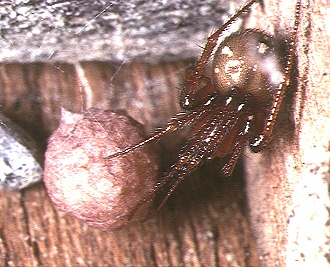
Nesticodes rufipes ♀ avec œuf

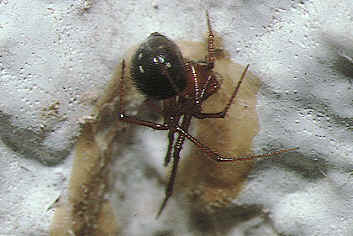
Nesticodes rufipes ♀

Les mâles décrits par Levi en 1967 mesurent de 2,8 à 3,7 mm et les femelles de 4,2 à 5,3 mm.

## Publications originales
- Lucas, 1846 : Histoire naturelle des animaux articules. Exploration scientifique de l'Algérie pendant les années 1840, 1841, 1842 publiée par ordre du Gouvernement et avec le concours d'une commission acad"mique. Paris, Sciences physiques, Zoologie, vol. 1`, p. 89-271.
- Archer, 1950 : A study of theridiid and mimetid spiders with descriptions of new genera and species. Alabama Museum of Natural History Paper, vol. 30, p. 1-40.